# Communauté de communes du Sud (Mayotte)
Pour les articles homonymes, voir Communauté de communes du Sud.
La communauté de communes du Sud est une communauté de communes française, située dans le département et région d'outre-mer de Mayotte, qui a été créée le 31 décembre 2015.

## Historique
La communauté de communes du Sud a été constituée le 31 décembre 2015. Précédemment, les quatre communes membres n'appartenaient à aucun établissement public de coopération intercommunale à fiscalité propre.

## Territoire communautaire

### Géographie
Elle est située dans le sud de Grande-Terre, la principale île de Mayotte.

### Composition
La communauté de communes est composée des 4 communes suivantes :

| Nom              | Code Insee | Gentilé      | Superficie (km2) | Population (dernière pop. légale) | Densité (hab./km2) |
| ---------------- | ---------- | ------------ | ---------------- | --------------------------------- | ------------------ |
| Bandrele (siège) | 97603      | Bandrélien   | 36,56            | 10 282 (2017)                     | 281                |
| Bouéni           | 97604      | Bouéniens    | 36,56            | 6 189 (2017)                      | 169                |
| Chirongui        | 97606      | Chironguiens | 28,76            | 8 920 (2017)                      | 310                |
| Kani-Kéli        | 97609      | Kaniens      | 20,59            | 5 507 (2017)                      | 267                |

## Administration

### Siège
Le siège de la communauté de communes est situé à Bandrele.

### Les élus
La communauté de communes est administrée par le conseil communautaire qui est composé de 34 conseillers.
Ils se répartissent comme suit :
| Nombre de conseillers | Communes  |
| --------------------- | --------- |
| 11                    | Bandrele  |
| 10                    | Chirongui |
| 7                     | Bouéni    |
| 6                     | Kani-Kéli |

### Présidence
| Période      | Période      | Identité                 | Étiquette | Qualité           |
| ------------ | ------------ | ------------------------ | --------- | ----------------- |
| 11 juin 2017 | juillet 2020 | Ismaïla Mderemane Saheva |           | Élu de Chirongui  |
| juillet 2020 | En cours     | Ali Moussa ben Moussa    | MDM       | Maire de Bandrele |

### Compétences
Les compétences mises en commun ont été définies dans l'arrêté de création et les statuts annexés (article 4 de l'arrêté ; article 3 des statuts).

### Régime fiscal et budget
Le régime fiscal de la communauté de communes est la fiscalité professionnelle unique (FPU).